# Ngargosari (Kebomas)
Ngargosari is een bestuurslaag in het regentschap Gresik van de provincie Oost-Java, Indonesië. Ngargosari telt 2649 inwoners (volkstelling 2010).